# 계란말이

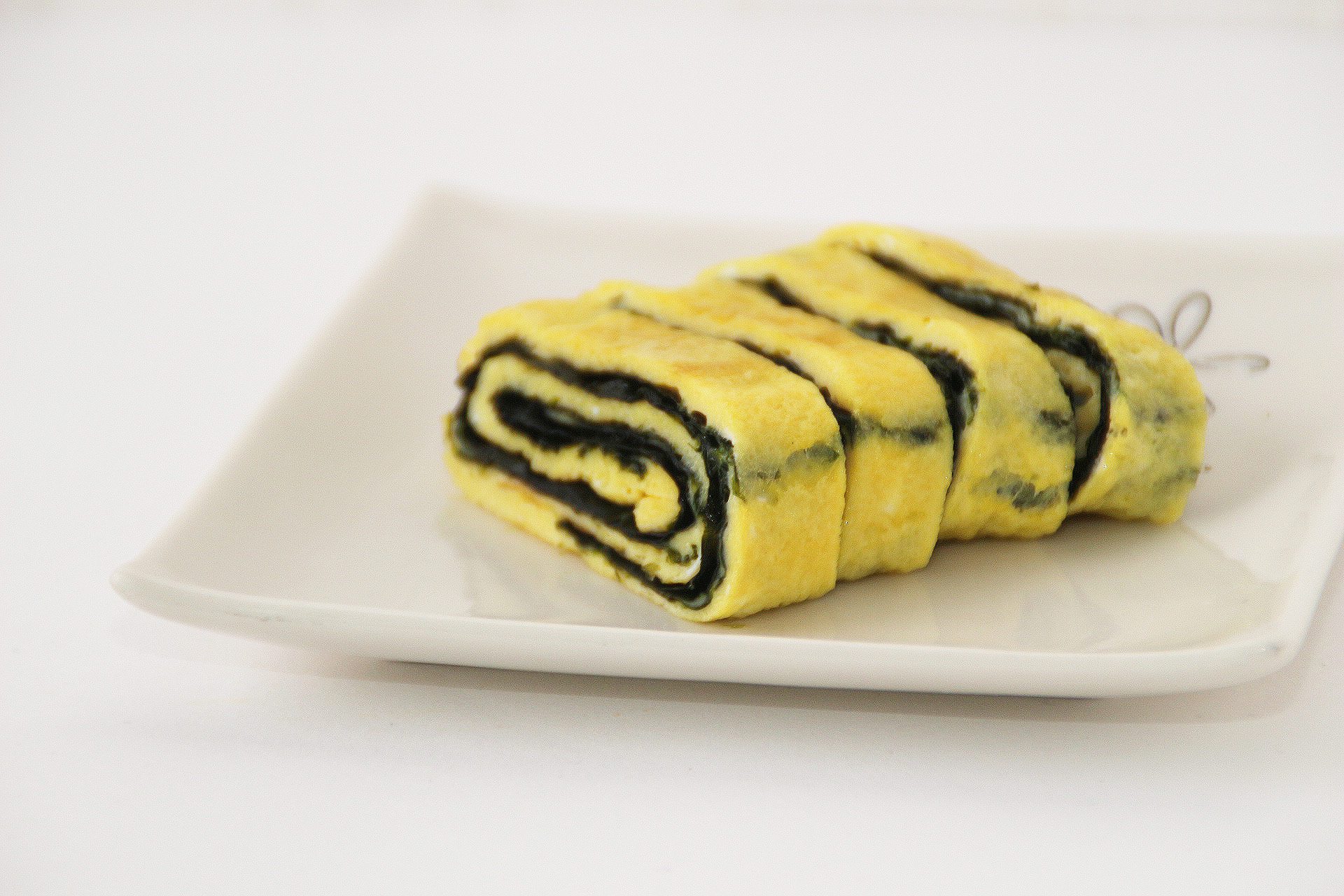
계란말이

계란말이(문화어: 닭알부침), 또는 달걀말이는 달걀을 팬에 얇고 넓게 부친 뒤 만 음식이다. 반찬이나 술안주로 먹는다. 계란만 이용하기도 하지만 주로 야채 등을 다져 넣거나 김을 넣기도 한다. 고급스럽게 만든다고 명란젓을 계란에 풀어 만들기도 하지만 이런 경우 간만 될 뿐 명란젓의 맛은 거의 느껴지지 않으므로 주재료보다 수 십 배 더 비싼 부재료를 낭비하게 된다. 간은 소금보다 액젓을 이용하는 게 좋다.
계란말이는 포장마차에서 흔히 볼 수 있는 안주이다.

## 같이 보기
- 말이
- 에그 롤